# Історія Великих Бірок
Історія Великих Бірок налічує понад 611 років. Стаття про саме смт Великі Бірки є тут.

## Археологічні знахідки
Територія сучасних Великих Бірок була заселена з часів пізнього палеоліту. До найдавніших археологічних знахідок виявлених на території селища відносяться крем'яні знаряддя праці та їх уламки доби неоліту, які впродовж багатьох років знаходять в полях західніше селища та на пагорбах в межиріччі річок Гнізни Гнилої і Гніздечної, крем'яні та кам'яні сокири епохи енеоліту (мідно-кам'яної доби 3-2 тис. р. до н. е.) одна з яких, знайдена в 1951 р., експонується у відділі стародавньої історії Тернопільського обласного краєзнавчого музею. Знайдена восени 2009 р. мідна сокира кавказького типу відноситься до рідкісних знахідок епохи ранньої бронзи (енеоліту). У 2012 р. на південно-західному схилі на відстані близько 300 м на захід від селища, в полі на глибині 0,4-0,5 м, знайдена давня кінська упряж, що відноситься до епохи раннього заліза (VIII—VII ст. до н. е.). На околицях Великих Бірок виявлено також могильник 8-6 ст. до н. е. На початку ХХ ст. в експозиціях Подільського музею (тепер ТОКМ) зберігався глиняний посуд періоду висоцької культури (1100—600 рр. до н. е.) знайдений на території селища, але втрачений під час Другої світової війни. Залишки одного з могильників черняхівської культури було випадково виявлено при проведенні земляних робіт, під час будівництва лікарні в центрі селища, восени 1987 р., коли будівельники натрапили на давнє трупопокладення. На місце знахідки прибула Черняхівська експедиція ТОКМ на чолі з відомим археологом Ігорем Геретою, який дослідив і описав це поховання.,. Є всі підстави вважати, що на теперішній території Великих Бірок у ІІІ — V ст. н. е. існувало поселення черняхівської культури, яке займало обширну площу вздовж південно-західної похилої ділянки лівого берега річки Гнізни Гнилої.

1 — Крем’яний желвак , 2 — призматичний Нуклеус, 3 — крем’яні пластини (відщепи).
1 — Кам’яна сокира з висвердленим отвором, 2-3 — крем’яні клиноподібної форми сокири з напівкруглим ріжучим краєм.
Крем’яна сокира з експозиції ТОКМ
Мідна сокира періоду енеоліту.

## Період Середньовіччя

### Під Короною іРіччю Посполитою
Перша писемна згадка про поселення датована 10 березня 1410 р., коли, за часів правління короля Владислава ІІ Ягайла, воно входило до Корони Польської. Староста подільський і теребовлянський Пйотр Влодкович (Владкович) у Теребовлі 10 березня 1410 р. підтвердив уклад границі, яка розмежовувала село Чернилів (власність Остафія Давидовського, нині Чернелів-Руський) від Борка. Щоправда, у Літописі руському згадується битва русько-галицького війська з монголами 1243 р. в Борку; тож, можливо, тут вперше мовиться про нинішні Великі Бірки чи територію, де вони розташовані.
З польських джерел відомо, що у XV—XVI ст. королівщина Борек разом із 4-ма навколишніми селами входили до Теребовлянського староства (повіту), Галицької землі, Руського воєводства, Королівства Польського. 15 червня 1530 року підстароста кам'янецький Ян Срочіцкі (Срочицький) дістав дозвіл від короля Сигізмунда І Старого закласти на місці села Борек місто на магдебурзькому праві.
Однак він чомусь не спромігся на закладення міста на тому місці, тому в короткому часі змушений уступити ці маєтки галицькому підкоморію Миколаю Сенявському, якому король надав дозвіл на викуп з рук Яна Срочицького королівського села (тоді ще не міста) Борек разом з належними до нього селами: Дичковом, Ходачковом, або Качавою (тепер Малий Ходачків), Галущинцями, і Заднишівкою (тепер в межах смт Підволочиська). У його власності воно перебувало близько 30-ти років, проте Миколай Сенявський, ставши великим коронним гетьманом, володіючи багатьма іншими маєтностями, не прив'язався до Борка. З 1565 р., за часів короля Сигізмунда II Авґуста, містечко Борек разом із сусідніми селами стало власністю королівського управителя Кам'янецького замку Миколая Потоцького і перебувало під пануванням родини магнатів Потоцьких понад 100 років.
Згідно з люстрацією королівщини Борек, проведеною в 1565 р., населення містечка становило близько 550 душ, які утримували в своїх господарствах 720 волів, 720 овець, 480 свиней і 320 вуликів. У містечку була православна церква св. вмч. Параскевії П'ятниці, а піп сплачував податок в 1 злотий. Працювали також млин, гуральня, також виготовляли солод і розводили рибу в ставку. Фільварок був у сусідньому селі Дичкові, що входило до Борківського маєтку. Загальний дохід пана з містечка становив 273 злотих 23 грошів. Винекненню містечка Борек і його розвитку в XVI ст. сприяло його вигідне розташування поблизу кордону між Короною і Волинськими землями, що входили тоді до Великого князівства Литовського. В той час там установились сприятливі політичні і господарські відносини, процвітала торгівля, діяли митниці, вздовж кордону будувались оборонні укріплення, замки і замочки. Але цей період виявився нетривалим. З прийняттям в 1569 Люблінської унії та утворенням федеративної держави — Речі Посполитої щезли границі з Литвою, митниці ліквідували, прикордонна торгівля занепала.
17 вересня 1604 року в селі зупинялося українсько-польське військо яке 20 червня 1605 року захопило Москву.
З початком XVII ст. посилилсь татарські набіги, які в тих часах, часто кілька разів на рік, заливали Галицьку землю вбивствами, грабунками та руйнуваннями. Містечко Борек, разом з сусідніми селами, в короткому часі двічі було спустошене татарами у 1624 і 1626 рр.

## Австрійський Період

### Культурне життя
22 жовтня 1849 р. засновано початкову 2-класну народну школу. При церкві св. вмч. Параскевії П'ятниці утворено «Братство тверезості» 1878 і встановлено пам'ятний хрест тверезості, спеціально відлитий з чавуну.
 У 1884 р. за участю Олександра Барвінського, який виступив на загальних зборах з промовою «Про значінє читалень», було організовано один з перших в Тернопільському повіті осередок — згодом читальню — товариства «Просвіта», діяла до вересня 1939 р. До середини 1914 р. у Великих Бірках активно діяли філії українських парамілітарних руханкових товариств Січ і Сокіл.

## Перша світова війнатаУкраїнська революція 1917-1921
На початку Першої світової війни, в ході наступальної операції російських військ, що згодом дістала назву Галицької битви, частини 8 армії  під командуванням ген. О.Брусилова 18 серпня (5 серпня за ст. ст.) 1914 перейшли прикордонну річку Збруч, на відтинку між Підволочиськом і Сатановом. Того ж дня просуваючись на Захід вздовж шляхів і залізниць, вони оволоділи рядом населених пунктів до рубежу по р. Серет в тому числі Великими Бірками і залізничною станцією Бірки Великі (станція). Боїв та сутичок з російськими військами, в селищі та його околицях, в той час не було так як австрійська адміністрація і невеликі військові підрозділи заздалегідь залишили цю територію. В перших днях перебування російського війська, в селищі, було підірвано вибухівкою гуральню і встановлено заборону на алкогольні напої, закрито читальню Просвіти. В середині 1915 тут розташовується невеликий польовий аеродром, що належав до південного бойового загону Ескадри Повітряних Кораблів (рос. ЭВК), на якому базувались перші російські винищувачі С-16. В червні-липні 1917, після провального літнього наступу військ Південно-Західного Фронту, російської армії, що згодом дістало назву Червневий наступ або П'ята Галицька битва (1917), впродовж 24-26 липня через Великі Бірки проходила лінія фронту. Частина населення була заздалегідь евакуйована на схід. Унаслідок бойових дій селу були завдані значні втрати, багато будівель було спалено і зруйновано. Безладно відступаючі, деморалізовані, російські війська забирали все підряд, траплялись часті випадки насильства і мародерства над цивільним населенням.
З початком Листопадового зриву від 01. 11. 1918 — 17. 07. 1919 р. Великі Бірки в складі ЗУНР. У УСС і УГА: Іван Балабан, Петро Бігус, Василь Гуцал, Степан Данилків, Антін Дудар, Степан Жидек, Федір Замора, Іван і Микита Зваричі, Іван Лаган, Леон Мацелюх, Томко і Василь Сидяги, Теодор Сидяга (1887—1937), Василь Сила, Євген Садовський, Михайло (1893) та Віктор(1896—1937) Якиміви та ін. Тут у червні 1919 року перебувала Підстаршинська школа вишколу І-го Галицького Корпусу УГА.
Під час Польсько-радянської війни 1920 р., з 26. 07. по 21. 09. — в складі т. зв. ГСРР.
Від вересня 1921 р. село увійшло до Тарнопільського повіту, новоутвореного воєводства Тарнопільського.
У вересні 1921 р. в населеному пункті 393 будинки, в яких проживало 2246 осіб.

### Друга Річ Посполита
1 серпня 1934 року в рамках реформи на підставі нового закону про самоуправління (23 березня 1933 року) село увійшло до новоствореної сільської гміни Великі Бірки (Тернопільський повіт Тернопільського воєводства).

### Друга світова війна

#### Гітлерівсько-німецька окупація
Діяв табір примусової праці для євреїв, який існував з 1941 до 1943 року. В нього звозили євреїв, зокрема, з Бучача (частина молодих робітників була переведена до концтабору з ув'язнення в бучацькій тюрмі, ніхто не повернувся живим назад).  Близько 3 тиясчі в`язнів працяювали в каменоломні, в грудні 1943 табір був ліквідований, а в`язні переведені до концтабору в Плашуві.